# 咲坂芽亜
咲坂 芽亜（さきさか めあ、2月16日 - ）は、日本の漫画家。愛知県出身。血液型はA型。
「ギャル」を主人公とした作品が多い漫画家である。

## 来歴
2003年、『少女コミック』（小学館）増刊4月15日号にて掲載された「パチっと♥」でデビュー。
2011年、長らく『Sho-Comi』にて執筆していたが、同年9月をもって同誌を離籍することを自身のブログにて発表。
これと同時に、これからの執筆の場を同じく小学館の『ちゃお』へと移籍することも発表した。
このことから、2011年『Sho-Comi』増刊10月15日号にて掲載された、「恋色花火」が『Sho-Comi』での最後の掲載作となった。
移籍後に初掲載された作品は、2012年『ちゃお』2月号にてカラー掲載された「ラブリー☆スナップ」。

## 人物
2005年、「あしたをつかめ 平成若者仕事図鑑」に出演（当時22歳）し、「華やかな絵が評価されている期待の新人」として登場した。出演時には、当時連載を控えていた『上戸彩物語』を作るまでの苦悩や、デビューまでの道のりなどが放送された。
自身が小学生の頃から漫画家に憧れ、高校生の頃から出版社へと作品を持ち込むようになるが、デビューのチャンスは掴めずにいた。
そして高校卒業後、インテリア関係の仕事に就職するものの、漫画家への夢を捨てきれず、退職してから両親の反対を押し切り上京。持ち込みを始めてからの3年後、デビューが決まった。

## 作品一覧
以下『ちゃお』（増刊号含む）にて掲載された作品のみ記載。

### 読み切り作品
- ラブリー☆スナップ（2012年『ちゃお』2月号）
- 恋するあまのじゃく（2012年『ちゃおデラックス』春の超大増刊号）

### 連載作品
- 愛♥コレクション（2012年『ちゃお』6月 - 同年8月号）

## 刊行作品
フラワーコミックス
- 上戸彩物語
- 18（エイティーン）
- 最強エース、舞
- ラブリー♥レッスン
- ラブリー♥レッスン 中級編
- ラブリー♥レッスン ヘアメイク編
- 恋するハニカミ!
- 姫系♥ドール（全4巻）
- ギャル華道（全3巻）
- カワイイだけじゃモノ足りない!（全2巻）
- 虎は甘く牙で噛む（全2巻）
- 指先で恋、染まる
- 瞬きするたび、恋をする
- どうぞ、召し上がれ
- きっと、もっと、好きになる。

ちゃおコミックス
- 愛♥コレクション

### オムニバス作品
- 先生〜これが、恋ですか?〜
  - 「ラブリー♥レッスン My lover×My teacher編」収録
- 猫彼クール
  - 「ハート泥棒」収録

## 出演
- あしたをつかめ 平成若者仕事図鑑（NHK教育テレビ、2005年）